# Championnat d'Ouganda de football 1986
Navigation
Édition précédente Édition suivante
La saison 1986 du Championnat d'Ouganda de football est la dix-septième édition du championnat de première division ougandais. Quinze clubs ougandais prennent part au championnat organisé par la fédération. Les équipes rencontrent deux fois leurs adversaires, à domicile et à l'extérieur. En fin de saison, les trois derniers du classement sont relégués et remplacés par le champion de deuxième division.
C'est le club de Villa SC qui remporte la compétition cette saison après avoir terminé en tête du classement final, avec douze points d'avance sur un trio composé du Tobacco Bugembe, de Coffee SC et du tenant du titre, Kampala City Council. C'est le troisième titre de champion d'Ouganda de l'histoire du club.

## Participants
- Maroons FC
- Nile Breweries FC
- Villa SC
- Kampala City Council
- Nsambya Old Timers FC
- Nytil FC
- Uganda Commercial Bank FC
- Bell FC - Promu de D2
- Express FC
- Coffee SC
- Airlines FC
- Tobacco Bugembe
- Buikwe FC - Promu de D2
- Bank of Uganda FC
- Masaka FC - Promu de D2

## Compétition

### Classement
Le classement est établi sur le barème de points classique : victoire à 2 points, match nul à 1, défaite à 0.
| Rang | Équipe                    | Pts | J  | G  | N  | P  | Bp | Bc | Diff |
| ---- | ------------------------- | --- | -- | -- | -- | -- | -- | -- | ---- |
| 1    | Villa SC                  | 49  | 28 | 22 | 5  | 1  | 69 | 12 | +57  |
| 2    | Tobacco Bugembe           | 37  | 28 | 15 | 7  | 6  | 61 | 34 | +27  |
| 3    | Coffee SC                 | 37  | 28 | 16 | 5  | 7  | 49 | 23 | +26  |
| 4    | Kampala City CouncilT     | 37  | 28 | 15 | 7  | 6  | 44 | 29 | +15  |
| 5    | Airlines FC               | 33  | 28 | 5  | 9  | 12 | 22 | 35 | -13  |
| 6    | Bank of Uganda FC         | 31  | 28 | 13 | 5  | 10 | 37 | 34 | +3   |
| 7    | Nsambya Old Timers FC     | 28  | 28 | 10 | 8  | 10 | 29 | 33 | -4   |
| 8    | Express FC                | 27  | 28 | 9  | 9  | 10 | 25 | 28 | -3   |
| 9    | Nile Breweries FC         | 24  | 28 | 7  | 10 | 11 | 21 | 25 | -4   |
| 10   | Maroons FC                | 23  | 28 | 9  | 5  | 14 | 23 | 31 | -8   |
| 11   | Uganda Commercial Bank FC | 22  | 28 | 8  | 6  | 14 | 30 | 39 | -9   |
| 12   | Bell FCP                  | 22  | 28 | 9  | 4  | 15 | 33 | 51 | -18  |
| 13   | Buikwe FCP                | 21  | 28 | 8  | 15 | 15 | 28 | 44 | -16  |
| 14   | Nytil FC                  | 18  | 28 | 6  | 6  | 16 | 21 | 46 | -25  |
| 15   | Masaka FCP                | 12  | 28 | 2  | 8  | 18 | 25 | 57 | -32  |

|  | Qualification pour la Coupe des clubs champions africains 1987 et la Coupe CECAFA des clubs 1987 |
|  | Qualification pour la Coupe des Coupes 1987                                                      |
|  | Relégation en deuxième division                                                                  |
|  | T : Tenant du titre C : Vainqueur de la Coupe d'Ouganda P : Promu de D2                          |

- Tobacco Bugembe est rétrogradé à la suite d'une affaire de match truqué face à Airlines FC. La raison de la relégation de Bell FC en lieu et place de Buikwe FC n'est pas connue.

## Bilan de la saison
| Championnat d'Ouganda de football 1986                             |                         |
| Champion                                                           | Villa SC (3e titre)     |
| Coupes et trophées                                                 |                         |
| Vainqueur de la Coupe d'Ouganda 1986                               | Villa SC                |
| Qualifications continentales                                       |                         |
| Coupe des clubs champions africains 1987                           | Villa SC                |
| Coupe d'Afrique des vainqueurs de coupe de football 1987           | Blue Bats FC            |
| Coupe CECAFA des clubs 1987                                        | Villa SC                |
| Promotions et relégations                                          |                         |
| Promus en Championnat d'Ouganda de football                        | Blue Bats FC            |
| Relégués en Championnat d'Ouganda de football de deuxième division | Tobacco Bugembe (exclu) |
| Relégués en Championnat d'Ouganda de football de deuxième division | Nytil FC                |
| Relégués en Championnat d'Ouganda de football de deuxième division | Masaka FC               |
| Relégués en Championnat d'Ouganda de football de deuxième division | Bell FC                 |